# Elle’ments
Elle’ments ist das Debütalbum der deutschen Popband No Angels. Das Album wurde am 12. März 2001 veröffentlicht und erreichte Platz eins in den deutschen, österreichischen und Schweizer Albumcharts. Das Album ist mit mehr als eine Million verkauften Exemplaren, sieben Gold- und drei Platinauszeichnungen eine der erfolgreichsten Produktionen, die je von einer deutschen Band veröffentlicht wurde.

## Hintergrund
Nach der Teilnahme an der Castingshow Popstars starteten die Siegerinnen Nadja Benaissa, Lucy Diakovska, Sandy Mölling, Vanessa Petruo und Jessica Wahls im November 2000 in München die Vorbereitungen zu ihrer ersten Single und ihrem ersten Album.
Als Debütsingle war von Cheyenne Records der Song Go Ahead and Take It geplant. Die Bandmitglieder jedoch setzten sich für den Song Daylight in Your Eyes als erste Single ein. Die kolumbianische Backgroundsängerin Victoria Faiella hatte dieses Lied schon zuvor aufgenommen und im Sommer 2000 veröffentlicht. Die Veröffentlichung von Daylight in Your Eyes am 5. Februar 2001 wurde ein großer Erfolg. Der Titel erreichte Platz eins der deutschen, brasilianischen, schweizerischen und österreichischen Single- und Radiocharts und stieg in den Ländern Osteuropas zwischen Platz eins und Platz vier in die Charts ein. In Deutschland verkaufte sich die Single innerhalb von 24 Stunden 500.000 Mal und ist damit eine der am schnellsten verkauften Singles in der deutschen Musikgeschichte. Insgesamt wurde das Lied in Deutschland mit weit über einer Million abgesetzter Exemplare zur verkaufsstärksten Single des Jahres 2001. In den USA erreichte die Single als Höchstplatzierung Nummer 36 der US-Billboard-Charts, in Frankreich erreichte die Single Platz 80 und im Vereinigten Königreich Platz 89.
Mit dem im März 2001 veröffentlichten Album Elle’ments wurden die No Angels als die deutsche Variante der Spice Girls in die deutsche Musiklandschaft eingeführt. Wie bei den Spice Girls wurde jedes Bandmitglied mit einem Image versehen. Bei den No Angels orientierten sich diese Zuschreibungen an den Elementen Feuer (Diakovska), Eis (Mölling), Erde (Petruo), Luft (Benaissa) und Geist (Wahls). Neben der Single Daylight in Your Eyes wurden für das Album zwölf weitere Poptitel geschrieben und produziert. Beteiligt daran waren ein Team von Textern und Musikern rund um die Produzenten Thorsten Brötzmann, Peter Ries und Patrik Majer. Elle’ments erreichte als Neueinsteiger Platz eins in den deutschen, österreichischen und Schweizer Albumcharts, verkaufte sich in vier Wochen rund 600.000 Mal in Deutschland und belegte mit über 1,1 Millionen verkauften Exemplaren die Spitze der deutschen Jahrescharts 2001.
Nach Daylight in Your Eyes veröffentlichten die No Angels drei weitere Songs von Elle’ments als Singles: Rivers of Joy, das Eurythmics-Cover There Must Be An Angel und Atlantis. Bei Letztgenannten handelt es sich um eine Neuaufnahme des im Jahre 1969 erstmals erschienenen Titels gemeinsam mit dem Originalinterpreten Donovan. Der Song war Teil des Soundtracks zum Disney-Film Atlantis – Das Geheimnis der verlorenen Stadt. Elle’ments wurde im Winter 2001 in einer Special Winter Edition und im Frühjahr 2002 in einer Special Karaoke Edition wiederveröffentlicht.
Folgende Songs wurden im Rahmen der Albumproduktion aufgenommen, schafften es jedoch nicht auf Elle’ments und wurden anderweitig veröffentlicht: Don’t Hesitate (Magix Video Maker), Let Me Be the One (Magix Video Maker), Nitelife (Magix Video Maker), So Wanna Be with You (Kompilation History of Popstars) und Wherever You Go (Magix Video Maker).

## Musik
Die No Angels bewegen sich stilistisch quer durch die Popmusik. Balladen, Gospel und Gitarren-Pop-/Rock-Songs wechseln sich ab.

## Formate und Titelliste
Das Album erschien am 12. März 2001 als CD in einer Standardversion und in einer Limited Edition sowie als Kassette in Polen und Thailand. Im Zuge des Verkaufserfolgs wurde das Album zwei weitere Male modifiziert wiederveröffentlicht. Am 1. Oktober 2001 erschien eine Special Winter Edition, welche die Single There Must Be an Angel sowie die Titel 100% Emotional und What Am I Supposed to Do enthielt. Am 25. März 2002 erschien das Album als Special Karaoke Edition. Am 15. Januar 2021 erschien die Standardversion des Albums neu gemastert als Wiederveröffentlichung bei BMG Rights Management. Die Plattenfirma hatte im Jahr 2020 die Masteraufnahmen der No Angels von 2001 bis 2003 von der ehemaligen Plattenfirma Cheyenne Records erworben. Am 26. November 2021 wurde das Album in der Special Winter Edition zum ersten Mal auf Vinyl veröffentlicht. Als 20th Anniversary Edition enthält die Doppel-LP im Triple Gatefold das Coverbild des Originals sowie das der Special Winter Edition, beide leicht modifiziert.

### Elle’ments
| #   | Titel                     | Music/Lyrics                                     |      |
| --- | ------------------------- | ------------------------------------------------ | ---- |
| 1.  | Daylight in Your Eyes     | Tony Bruno, Tommy Byrnes                         | 3:30 |
| 2.  | When the Angels Sing      | Peter Ries, Charlemaine                          | 3:44 |
| 3.  | Promises Can Wait         | Peter Ries, Dawn Faith Schönherz                 | 3:27 |
| 4.  | You Could Be the First    | Ralf Lübke                                       | 3:26 |
| 5.  | Cold as Ice               | David Brunner, Christopher Cousins, Marc Klammek | 4:04 |
| 6.  | Rivers of Joy             | Petterson, Haze                                  | 3:30 |
| 7.  | Be My Man (The Plan)      | Leslie Mandoki, Laszlo Bencker                   | 3:32 |
| 8.  | Go Ahead and Take It      | Thorsten Brötzmann, Ulrich Wehner                | 2:57 |
| 9.  | Couldn’t Care Less        | Franciz, Lepont                                  | 3:20 |
| 10. | Faith Can Move a Mountain | Julian Feifel                                    | 3:32 |
| 11. | Cry for You               | Thomas Anders, Christian Geller                  | 4:50 |
| 12. | Send Me Flowers           | Axel Breitung                                    | 3:54 |
| 13. | That’s the Reason         | Alexander Geringas, Thorsten Brötzmann           | 3:24 |

### Elle’ments – Limited Edition
| #   | Titel                     | Music/Lyrics                                     |      |
| --- | ------------------------- | ------------------------------------------------ | ---- |
| 1.  | Daylight in Your Eyes     | Tony Bruno, Tommy Byrnes                         | 3:30 |
| 2.  | When the Angels Sing      | Peter Ries, Charlemaine                          | 3:44 |
| 3.  | Promises Can Wait         | Peter Ries, Dawn Faith Schönherz                 | 3:27 |
| 4.  | You Could Be the First    | Ralf Lübke                                       | 3:26 |
| 5.  | Cold as Ice               | David Brunner, Christopher Cousins, Marc Klammek | 4:04 |
| 6.  | Rivers of Joy             | Petterson, Haze                                  | 3:30 |
| 7.  | Be My Man (The Plan)      | Leslie Mandoki, Laszlo Bencker                   | 3:32 |
| 8.  | Go Ahead and Take It      | Thorsten Brötzmann, Ulrich Wehner                | 2:57 |
| 9.  | Couldn’t Care Less        | Franciz, Lepont                                  | 3:20 |
| 10. | Faith Can Move a Mountain | Julian Feifel                                    | 3:32 |
| 11. | Cry for You               | Thomas Anders, Christian Geller                  | 4:50 |
| 12. | Send Me Flowers           | Axel Breitung                                    | 3:54 |
| 13. | That’s the Reason         | Alexander Geringas, Thorsten Brötzmann           | 3:24 |

Zusätzlich zu allen 13 Songs der Standardversion enthält die Limited Edition des Albums einen Special Multimedia Track mit einem Video, Fotos und Hintergrundinformationen. Das Album ist auf dem Coverbild mit einem schwarzen Balken am oberen Rand als Limited Edition gekennzeichnet.

### Elle’ments – Special Winter Edition
| #   | Titel                     | Music/Lyrics                                     |      |
| --- | ------------------------- | ------------------------------------------------ | ---- |
| 1.  | There Must Be an Angel    | Annie Lennox, David A. Stewart                   | 3:55 |
| 2.  | When the Angels Sing      | Peter Ries, Charlemaine                          | 3:44 |
| 3.  | What Am I Supposed to Do  | Senait, R. Hardt, H. Zier                        | 4:08 |
| 4.  | 100% Emotional            | J. Åberg, P. Rein, W. Sela                       | 3:03 |
| 5.  | Daylight in Your Eyes     | Tony Bruno, Tommy Byrnes                         | 3:30 |
| 6.  | Promises Can Wait         | Peter Ries, Dawn Faith Schönherz                 | 3:27 |
| 7.  | You Could Be the First    | Ralf Lübke                                       | 3:26 |
| 8.  | Cold as Ice               | David Brunner, Christopher Cousins, Marc Klammek | 4:04 |
| 9.  | Rivers of Joy             | Petterson, Haze                                  | 3:30 |
| 10. | Be My Man (The Plan)      | Leslie Mandoki, Laszlo Bencker                   | 3:32 |
| 11. | Go Ahead and Take It      | Thorsten Brötzmann, Ulrich Wehner                | 2:57 |
| 12. | Couldn’t Care Less        | Franciz, Lepont                                  | 3:20 |
| 13. | Faith Can Move a Mountain | Julian Feifel                                    | 3:32 |
| 14. | Cry for You               | Thomas Anders, Christian Geller                  | 4:50 |
| 15. | Send Me Flowers           | Axel Breitung                                    | 3:54 |
| 16. | That’s the Reason         | Alexander Geringas, Thorsten Brötzmann           | 3:24 |

### Elle’ments – Special Karaoke Edition
| #   | Titel                     | Music/Lyrics                                     |      |
| --- | ------------------------- | ------------------------------------------------ | ---- |
| 1.  | There Must Be an Angel    | Annie Lennox, David A. Stewart                   | 3:55 |
| 2.  | When the Angels Sing      | Peter Ries, Charlemaine                          | 3:44 |
| 3.  | Daylight in Your Eyes     | Tony Bruno, Tommy Byrnes                         | 3:30 |
| 4.  | Promises Can Wait         | Peter Ries, Dawn Faith Schönherz                 | 3:27 |
| 5.  | You Could Be the First    | Ralf Lübke                                       | 3:26 |
| 6.  | Cold as Ice               | David Brunner, Christopher Cousins, Marc Klammek | 4:04 |
| 7.  | Rivers of Joy             | Petterson, Haze                                  | 3:30 |
| 8.  | Be My Man (The Plan)      | Leslie Mandoki, Laszlo Bencker                   | 3:32 |
| 9.  | Go Ahead and Take It      | Thorsten Brötzmann, Ulrich Wehner                | 2:57 |
| 10. | Couldn’t Care Less        | Franciz, Lepont                                  | 3:20 |
| 11. | Faith Can Move a Mountain | Julian Feifel                                    | 3:32 |
| 12. | Cry for You               | Thomas Anders, Christian Geller                  | 4:50 |
| 13. | Send Me Flowers           | Axel Breitung                                    | 3:54 |
| 14. | That’s the Reason         | Alexander Geringas, Thorsten Brötzmann           | 3:24 |

## Rezeption

### Rezensionen
- Eberhard Dobler, Laut.de: „Was sollte sonst an den fünf schicken Mädels, die uns mit chart-kompatiblen Teenie-Pop à la Spice Girls und Britney Spears um die Ohren tanzen, dran sein? ‚Chart-Tauglichkeit‘ ist gelinde gesagt untertrieben. Denn die Damen brechen derzeit alle Verkaufs-Rekorde. Vier Produzenten haben den No Angels ein musikalisch leicht verdauliches Dance-Love-Star-Nest gebaut. Keine Frage, wir befinden uns auf internationalem Pop-Niveau.“
- Susanne Frömel, Berliner Zeitung: „Vielleicht können solche Popstars nicht wirklich berühren, aber womöglich ist das auch gar nicht wichtig. Die ‚No Angels‘ machen eine großartige Show, und man hat das Gefühl, dass sie eigentlich besser sind als das musikalische Format, das für sie geplant ist. Sie werden wahrscheinlich irgendwann den Weg aller Girlbands gehen. Bei irgendeiner von ihnen werden Realität und Selbsteinschätzung überlappen und sie wird plötzlich zum Individuum werden wollen.“[18]
- ProSieben Kritik: „Ohne erkennbaren eigenen Stil, ohne erkennbare eigene Linie bietet «Elle’ments» eine Sammlung gut gemachter Popsongs, die leider allzu häufig auf bewährte und damit altbekannte Strickmuster zurückgreifen […] Wen diese mangelnde Eigenständigkeit der Angels nicht stört, dem bietet «Elle’ments» zweifelsohne ein hübsches Best-Of-Pop-Album angereichert mit allen Hits der Band. Aber wer Selbstständigkeit, Authentizität und Einmaligkeit sucht, ist bei einer Reißbrett-Band wie den No Angels sowieso an der falschen Adresse.“[19]

### Auszeichnungen
Mit der Single Daylight in Your Eyes gewannen die No Angels einen Echo für die Beste nationale Single – Rock/Pop. 2001 wurde die Band außerdem ausgezeichnet mit dem Bambi in der Kategorie Pop National, einem Comet als Act National sowie Best Act National, der 1Live Krone als Bester Newcomer, dem Top of the Pops-Award für There Must Be an Angel als Top Single Germany, dem Radio Regenbogen Award als Aufsteiger 2001 und dem Bravo Otto als Superband Pop.

## Kommerzieller Erfolg

### Chartplatzierungen
Nach ihrem Nummer-eins-Hit Daylight in Your Eyes, der in Deutschland und Österreich mit einer Platinschallplatte und in der Schweiz mit einer goldenen Schallplatte ausgezeichnet wurde, konnten die No Angels ihren zweiten Nummer-eins-Hit im Sommer 2001 mit dem Eurythmics-Cover There Must Be an Angel landen. Die Single erreichte sowohl in Deutschland als auch in Österreich die Spitze der Singlecharts, in Brasilien Platz zwei und wurde mit einer Goldenen Schallplatte in Deutschland und der Schweiz ausgezeichnet. Die Auskopplungen Rivers of Joy und die Doppel-A-Single When the Angels Sing/Atlantis erreichten die Top 10 der Charts. Letztgenannte Single wurde für über 270.000 verkaufte Exemplare mit einer Goldenen Schallplatte in Deutschland und Österreich ausgezeichnet. In den Europe-Album-Jahresendcharts 2001 platzierte sich Elle’ments auf Platz 41.
| ChartsChartplatzierungen | Höchstplatzierung | Wochen |
| ------------------------ | ----------------- | ------ |
| Deutschland (GfK)        | 1 (74 Wo.)        | 74     |
| Österreich (Ö3)          | 1 (48 Wo.)        | 48     |
| Schweiz (IFPI)           | (44 Wo.)          | 44     |

| ChartsJahrescharts (2001) | Platzierung |
| ------------------------- | ----------- |
| Deutschland (GfK)         | 1           |
| Österreich (Ö3)           | 5           |
| Schweiz (IFPI)            | 9           |

| ChartsJahrescharts (2002) | Platzierung |
| ------------------------- | ----------- |
| Deutschland (GfK)         | 47          |
| Österreich (Ö3)           | 62          |

### Auszeichnungen für Musikverkäufe
Das Album gilt bis heute als eine der erfolgreichsten Produktionen, die von einer deutschen Gruppe veröffentlicht wurde.
| Land/Region        | Auszeichnungen für Musikverkäufe (Land/Region, Auszeichnung, Verkäufe) | Verkäufe    |
| ------------------ | ---------------------------------------------------------------------- | ----------- |
| Deutschland (BVMI) | 7× Gold                                                                | 1.050.000   |
| Europa (IFPI)      | Platin                                                                 | (1.000.000) |
| Österreich (IFPI)  | Platin                                                                 | 40.000      |
| Schweiz (IFPI)     | Platin                                                                 | 40.000      |
| Insgesamt          | 1× Gold · 4× Platin ·                                                  | 1.130.000   |